# Sandrasselottern
Die Sandrasselottern (Echis) sind eine Gattung der wüstenbewohnenden Vipern. Lebensraum der Sandrasselottern sind trockene wüstenartige Gebiete Indiens, Sri Lankas, Arabiens und Nordostafrikas. Die Schlangen gelten als gefährlich und sind jährlich für etwa 100.000 Bissunfälle verantwortlich.

## Beschreibung
Die Sandrasselottern sind kleine bis mittelgroße Vipern. Sie werden durchschnittlich 30 bis 50 cm lang, die Maximallängen liegen bei 80 bis 90 cm. Sie haben einen deutlich vom Körper abgesetzten Kopf mit dreieckiger Form, der Körper wirkt im Vergleich zu anderen Vipern relativ schlank. Der Körper der Tiere ist gefleckt, die Grundfärbung variiert zwischen Grau- und Brauntönen.
Ihren Namen verdanken sie ihren seitlichen Schuppen, die durch Aneinanderreiben ein raschelndes Geräusch wie zwei aneinandergeriebene Blätter Schleifpapier erzeugen.
Sandrasselottern sind vorzugsweise dämmerungs- und nachtaktiv, tagsüber verstecken sich die Schlangen gerne unter Gebüsch, Steinen und Haufen trockenen Holzes.
Wie auch andere Wüstenschlangen können sich Sandrasselottern seitenwindend fortbewegen.

## Arten

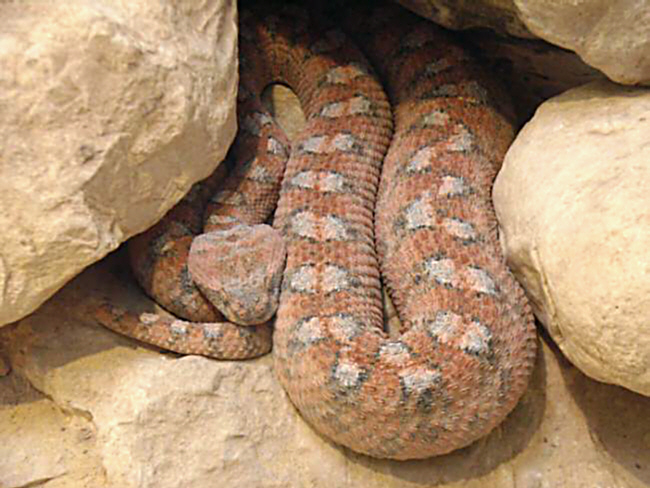
Arabische Sandrasselotter (Echis coloratus)

Die Gattung umfasst nach aktuellem Kenntnisstand 12 Arten (Stand: Dezember 2022):
- Echis borkini Cherlin, 1990
- Gemeine Sandrasselotter (Echis carinatus (Schneider, 1801))
- Arabische Sandrasselotter (Echis coloratus Günther, 1878)
- Hughes Sandrasselotter (Echis hughesi Cherlin, 1990)
- Jogers Sandrasselotter (Echis jogeri Cherlin, 1990)
- Echis khosatzkii Cherlin, 1990 – eventuell ein Synonym zu E. pyramidum aus Oman und dem Jemen
- Weißbauch-Sandrasselotter (Echis leucogaster Roman, 1972)
- Großkopf-Sandrasselotter (Echis megalocephalus Cherlin, 1990)
- Westafrikanische Sandrasselotter (Echis ocellatus Stemmler, 1970)
- Oman-Sandrasselotter (Echis omanensis Babocsay, 2004) – eine neue Art aus den Vereinigten Arabischen Emiraten und dem östlichen Oman
- Ägyptische Sandrasselotter, auch Nordostafrikanische Sandrasselotter (Echis pyramidum (Geoffroy Saint-Hilaire, 1827))
- Echis romani Trape, 2018

Neben diesen werden in verschiedenen Quellen die weitere Art benannt:
- Echis multisquamatus Cherlin, 1981. Aktuell meistens als Unterart E. carinatus multisquamatus der Gemeinen Sandrasselotter angesehen.

## Gefährlichkeit
Die Sandrasselottern gehören wegen ihres potenten Gifts sowie der häufigen Bissunfälle zu den für den Menschen gefährlichsten Giftschlangen. Es wird geschätzt, dass sie jährlich für mehr als 5.000 Todesfälle verantwortlich sind – mehr als jede andere Schlangengattung. Sie sind zwar oft nicht länger als 50 cm, haben aber relativ große Giftzähne. Sie sind aggressiv und angriffslustig. In Erregung versetzt, legen sie ihren Körper in Schlingen und reiben sie aneinander; dadurch entsteht ein rasselndes Geräusch. Der Kopf liegt in der Mitte der sich kreiselnden Spirale. Ergibt sich eine passende Gelegenheit, schlagen sie mit großer Wucht zu. Vermutlich zischen die Tiere deshalb nicht, weil dadurch sehr viel Feuchtigkeit über die Nasenlöcher ausgestoßen wird.